# Uromastyx thomasi
Uromastyx thomasi är en ödleart som beskrevs av  Parker 1930. Uromastyx thomasi ingår i släktet dabbagamer, och familjen agamer. Inga underarter finns listade i Catalogue of Life.